# Angélica Morales von Sauer
Angélica Morales von Sauer (Aguascalientes, México, 22 de febrero de 1911-Stillwater, Oklahoma, Estados Unidos, 16 de abril de 1996) fue una compositora, pianista, y profesora de piano mexicana.
Fue también alumna, y luego esposa, de Emil von Sauer, uno de los más destacados pianistas de su generación y discípulo de Franz Liszt. Nació el 11 de enero de 1911 en Gurabo, Puerto Rico, hija del violinista puertorriqueño Celestino Morales y su madre mexicana Dolores Arellano. A los seis meses de nacida, la familia se trasladó a Aguascalientes, México. Recibió sus primera lecciones de su madre. 
A los doce años la escuchó el gran pianista ruso Josef Lhevinne, quien  estaba de gira en México e instó  al gobierno para que le otorgaran una beca para ir a estudiar al exterior. Se trasladó a Estados Unidos, y estudió en Filadelfia con Josef Hofman y en Nueva York con Rosina y Josef Lhevinne. 
Las ambiciones de su señora madre hicieron que ella y sus hijas (Angélica y Esperanza) se trasladaran a Berlín, audicionándole al gran pianista Ferrucio Busoni, el cual le asignó a su asistente Egon Petri como  profesor. Se graduó del Hochshule fur Musik en Berlín y luego se trasladó a Viena a estudiar con Emil von Sauer, el cual fue discípulo de Liszt. 
Contrajo matrimonio con su maestro Emil von Sauer procreando de esta unión dos hijos Julio y Franz.  Al fallecer von Sauer, heredó la cátedra de este en la Academia de Música de Viena en el 1942. Regresó a México en el 1946 y en el 1955 fue invitada a formar parte de la facultad de la Universidad de Kansas hasta su retiro en el 1973. Pasó sus últimos años en Stillwater, Oklahoma donde su hijo Franz fue profesor de dicha Universidad. 
Tuvo una carrera estelar, siendo solista con las grandes orquestas europeas y a dúo con su esposo Emil von  Sauer. Sus presentaciones en salas como Carnegie Hall en Nueva York, Wigmore Hall en Londres, Sallé Pleyel en Francia, Musikvereign, Viena entre otras han  sido eventos memorables.     

## Biografía
Angélica Morales Arellano nació el 22 de febrero de 1911 en Aguascalientes, México, hija primogénita de Dolores Arellano y Ángel Celestino Morales, violinista. 
Su familia era acaudalda y de abolengo en su estado natal; razón por la cual su madre, una mujer estricta y elitista procuró para ella los mejores beneficios y condiciones de los que pudiera disponerse, concentrándose fuertemente en su educación. 
Quedó huérfana antes de cumplir el año de vida, al fallecer repentinamente su padre, en Cuba, durante una gira a finales de 1911. 
En plena Revolución Mexicana, y casi sin dinero, doña Lolita, como era llamada su madre, se ve forzada a volver a Aguascalientes embarazada de Esperanza, la hermana menor de Angélica, y la pequeña Angélica. Allí, pasados breves años, notó en ella un talento especial para tocar el piano, por lo cual la inculcó a desarrollarlo con esmero, asunto que no le pesó tanto a Angélica, quien resultó sumamente diestra para ejecutarlo. 
Su primer maestro fue el alemán Egon Petri, quien de inmediato observó en la niña dotes para tocar ese delicado instrumento. La madre moverá entonces cielo y tierra para que el gobierno de México le otorgue ayuda con tal de perfeccionar su aprendizaje en Europa con el pianista Egon Petri en la Hochschule für Musik. Petri es uno de los tantos que enviarán peticiones al gobierno mexicano para apoyarla económicamente: 

Es muy hermoso que el honorable gobierno (de México) apoye y ayude a un positivo talento como el de la Srta. Angélica Morales. Ella es sin duda el más grande talento pianístico entre el sin número de alumnos que he tenido en mis muchos años de enseñanza y me permito aconsejar que se le siga ayudando, ya que ella construirá una gloria para México"
Egon Petri

Ante la cada vez más insistente y, sobre todo, relevante importancia de los que intervienen en esta solicitud, la Secretaría de Instrucción Pública, ocupada recientemente por José Vasconcelos, concede finalmente la ayuda a la familia, y tanto Angélica como su madre y hermana viajan por fin a Europa, en 1921.
Su segundo gran maestro será entonces, Emil von Saüer, uno de los alumnos favoritos de Franz Liszt (y de quien se sospechó que más que alumno era uno más de sus varios hijos), el cual, así como Petri, favorece las razones por las que llevaron a la niña a estudiar a Viena dada su calidad y destreza en el piano. 
Esta calidad hizo que debutara como ejecutante tres años después, para la prestigiosa Orquesta Filarmónica de Berlín. A partir de ahí su fama se extiende y se decide que haga dos giras por México, entre 1926 y 1928, donde será tratada de manera mezquina y ciertamente despectiva por la crítica. En 1929 toca magistralmente en el Carnegie Hall de Nueva York; su repertorio abarca desde Ludwig van Beethoven hasta Johann Sebastian Bach, músico al que interpretó profundamente, a pesar de que su pieza favorita era la sonata número 29 (conocida como Hammerklavier), de Beethoven.
Vuelve a Viena ya siendo una jovencita de 20 años, logrando cautivar a Emil von Saurer, que para esas épocas ya surcaba los 70 años y llevaba 44 de casado con Alice Elb, con quien tenía 9 hijos. Al morir Alice, en 1939, se casa con Angélica finalmente, cuestión que no pasó desapercibida en el medio creándose los chismes esperados al respecto, dada la diferencia de edades y sospechas de oportunismo de la mexicana.
El prestigio de Von Saüer catapulta aún más la fama de pianista de Angélica, y llegan a hacerse no sólo de mucho prestigio sino igual de buena fortuna. Con él tendrá dos hijos: Julian y Franz, a quien no le permitió ser músico.
La Segunda Guerra Mundial los sorprende en Viena, pero la familia Von Sauer jamás pasó sobresaltos ni necesidades durante el conflicto, gracias al prestigio de los dos concertistas y a sus múltiples amistades en el círculo intelectual y político europeo. 
Finalmente, Emil von Sauer no logrará ver el final de la conflagración, pues fallece en Viena el 27 de abril de 1942. Y Angélica, de apenas 31 años, se encuentra con una gran fama que entrará en declive a la muerte de su influyente marido.
En 1946 toma una de las decisiones más polémicas de su vida al decidir volver a México para instalarse, a pesar de que muchos en Europa le vaticinaron que no resultaría positivo. 
De nuevo en su país, su mal carácter y lo difícil que le costó adaptarse debido a las diferencias abismales entre la cultura en la que creció, y la de su nación, conllevó a que viviera en constante pugna tanto con otros músicos como con la crítica, que fue renuente a darle su lugar. 
Fue ciertamente infeliz en México; nunca fue reconocida. Tanto, que en vida no recibió reconocimiento ni galardón alguno. Siempre se quejaba de esto expresando: “si me hubiera apellidado Moralowsky hubiera sido distinto”, en referencia a la desconfianza irracional que los críticos mexicanos tenían de la calidad de otros mexicanos como ella. 
Quizá por este conflicto de personalidad y adaptación, no ejerció tanta influencia como maestra en el Conservatorio Nacional de la Ciudad de México ni dejó cátedra a las futuras generaciones mientras residió en el país.
En 1955 se traslada a los Estados Unidos, invitada por la Universidad de Kansas como profesora asociada de piano, quedándose ahí definitivamente al serle otorgada, en 1958, una plaza de tiempo completo en el Departamento de Piano de la Escuela de Música de dicha institución. Se retiró en 1973, a los 62 años de edad.
Angélica Morales von Sauer murió el 16 de abril de 1996, a los 85 años de edad, en Stillwater, sede de la Universidad Estatal de Oklahoma, en la cual ofreció varios conciertos y con la cual también tenía nexos académicos.

## Obras
Angélica Morales nunca grabó sus interpretaciones; detestaba eso. Sin embargo,la pianista mexicana solía grabarse a sí misma mientras estudiaba para sus conciertos, y así aconsejaba hacerlo a sus alumnos. Cintas de carrete abierto aparecieron dentro de su acervo personal, legado al INBA a su muerte en 1996. Se presume también que algunos programas de radio en México tienen ejecuciones originales de ella grabadas en Europa sin que lo haya sabido; básicamente preludios y fugas de Bach. El único documento de audio que parece existir sobre sus ejecuciones es El Clave Bien Temperado, de Johann Sebastian Bach, editado en 1981, en Los Ángeles, California, bajo el sello Orión.

## Reconocimientos
- Cruz de Honor Austríaca por Artes y Ciencias. Austria (noviembre de 1972).
- Miembro Honario de la Fraternidad Sigma Alpha Iota. University School of Music, Ann Arbor. Michigan, Estados Unidos (1958).

Desde 1995, por iniciativa del Instituto Nacional de Bellas Artes (INBA), de México, se instauró el Concurso Nacional de Piano "Angélica Morales", uno de los certámenes de piano más prestigiosos del país y el continente que se celebra cada tres años, en reconocimiento a la pianista.
Igualmente en su honor, la sala de conciertos de la Escuela Superior de Música (ESM) del mismo Instituto Nacional de Bellas Artes lleva el nombre de Angélica Morales, considerada la mejor pianista que ha tenido México, en opinión de muchos expertos.